# Netelia calva
Netelia calva là một loài tò vò trong họ Ichneumonidae.